# قلعة سر يزد
قلعة سر يزد (بالفارسية: قلعه سریزد) هي قلعة تاريخية تعود إلى عصر ساسانيون، وتقع في مقاطعة مهريز.